# Bjelolasica
La Bjelolasica est la plus haute montagne du massif Velika Kapela appartenant à la chaîne des Alpes dinariques. Située à 27 km de Ogulin dans la région de Gorski Kotar (« District montagneux »), dans l'ouest de la Croatie, la montagne culmine à 1 534 mètres d’altitude au Kula,.
La zone, couverte de forêts et peu peuplée, abrite de nombreuses espèces animales comme des loups, des ours et des lynx. Elle fait partie d'une importante région géographique préservée qui s'étend au nord jusqu'aux régions de Notranjska et Dolenjska en Slovénie.
Le mot Croate Bjelo signifie « Blanc ». Cela s'explique par la couche neigeuse qui recouvre son sommet en hiver. Durant les journées où le ciel est bien dégagé, il est possible d'apercevoir la mer Adriatique et des montagnes situées à plusieurs centaines de kilomètres dans les Alpes juliennes en Slovénie.
Une petite station de ski, connue sous le nom Croatian Olympic Centre Bjelolasica ("HOC"), a été développée sur cette montagne. Se présentant comme disposant du plus vaste domaine skiable de Croatie, elle est principalement connue grâce aux succès des deux skieurs alpins locaux, Ivica Kostelić et Janica Kostelić.